# Episodi di Mayans M.C. (prima stagione)
La prima stagione della serie televisiva Mayans M.C., composta da 10 episodi, è stata trasmessa in prima visione negli Stati Uniti d'America sul canale via cavo FX dal 4 settembre al 6 novembre 2018.
In Italia, la stagione è andata in onda il 6 e il 7 dicembre 2018 su Fox.
| nº | Titolo originale   | Titolo italiano     | Prima TV USA      | Prima TV Italia |
| -- | ------------------ | ------------------- | ----------------- | --------------- |
| 1  | Perro/Oc           | Cane/Oc             | 4 settembre 2018  | 6 dicembre 2018 |
| 2  | Escorpión/Dzec     | Scorpione/Dzec      | 11 settembre 2018 | 6 dicembre 2018 |
| 3  | Búho/Muwan         | Gufo/Muwan          | 18 settembre 2018 | 6 dicembre 2018 |
| 4  | Murciélago/Zotz    | Pipistrello/Zotz    | 25 settembre 2018 | 7 dicembre 2018 |
| 5  | Uch/Opossum        | Opossum/Uch         | 2 ottobre 2018    | 7 dicembre 2018 |
| 6  | Gato/Mis           | Gatto/Mis           | 9 ottobre 2018    | 7 dicembre 2018 |
| 7  | Cucaracha/K'uruch  | Scarafaggio/K'uruch | 16 ottobre 2018   | 7 dicembre 2018 |
| 8  | Rata/Ch'o          | Ratto/Ch'o          | 23 ottobre 2018   | 7 dicembre 2018 |
| 9  | Serpiente/Chikchan | Serpente/Chikchan   | 30 ottobre 2018   | 7 dicembre 2018 |
| 10 | Cuervo/Tz'ikb'uul  | Corvo/Tz'ikb'uul    | 6 novembre 2018   | 7 dicembre 2018 |

## Cane/Oc
- Titolo originale: Perro/Oc
- Diretto da: Norberto Barba
- Scritto da: Kurt Sutter e Elgin James

### Trama
Santo Padre, confine tra California e Messico. Ezekiel "EZ" Reyes è appena uscito di prigione e ora è una recluta del Mayans Motorcycle Club, una banda di motociclisti nel quale è stato introdotto dal fratello Angel, già membro della stessa. I Mayans hanno una grande influenza e un gran controllo del territorio al confine e per questo collaborano con Miguel Galindo, capo di un cartello che contrabbanda droga tra i due stati al confine. Durante la sua prima missione di scorta di un carico di droga verso il Messico, Ezequiel e i suoi subiscono un'imboscata da parte di un gruppo di criminali con volto coperto che sottrae l'intero carico di droga e ferisce uno degli autisti del camion. Facendo rapporto a Miguel dell'accaduto, Ezequiel (che ha una memoria fotografica) sostiene di aver riconosciuto un tatuaggio sul polso di uno dei criminali e Galindo capisce che deve essere stata sicuramente opera di alcuni samoani oltre il confine della California; inoltre, Galindo capisce che per conoscere così bene la tratta del percorso, ci deve sicuramente essere una talpa tra i Mayans.
I Mayans quindi si dirigono dai samoani per catturare il loro capo Afa e ottenere informazioni, quindi dopo un duro scontro a fuoco (nel quale i Mayans ricevono aiuto da parte dei Sons of Anarchy), riescono nell'intento. Interrogato da Galindo, Afa (a cui viene brutalmente tagliato un braccio e lasciato dissanguare) non è in grado di rivelare nulla, se non il fatto che il furto gli è stato commissionato dagli Olvidados per conto di una "donna". Gli Olvidados sono un gruppo di ribelli costituito da persone che in passato hanno subito torti e crimini da parte del cartello del padre di Galindo e che agiscono nell'ombra per distruggere lo stesso cartello in una faida senza fine. 
Nel frattempo vengono rivelati dettagli sul passato di Ezequiel. Era uno studente modello alla Stanford che, però, dopo aver sparato e ucciso un poliziotto, viene condannato a 20 anni di reclusione, durante i quali è stato costretto a lasciare la sua ragazza Emily che gli rivela di una sua gravidanza. Ezequiel scende ad accordi con la DEA che gli consente di uscire di prigione dopo solo 8 anni a patto di sfruttare la propria posizione all'interno dei Mayans per ottenere informazioni su Galindo per conto della stessa DEA. Ezequiel ha acconsentito e, stretta alleanza coi Mayans, ha poi scoperto che Emily ha sposato Miguel Galindo e hanno un figlio insieme, un figlio che lei adora ed è consapevole della vita che conduce il marito, pur rispettandola e mantenendosi estranea per volere dello stesso Miguel, che le garantisce una vita nel lusso. Per rimanere in contatto con un agente della DEA, Ezequiel si reca per degli incontri segreti nella macelleria di suo padre che fa da tramite e a cui è molto affezionato.
Fidandosi di EZ, Angel e un gruppo ristretto di Mayans, all'insaputa del capo Obispo "Bishop" Losa e dal resto della banda, lo conducono nel deserto fino alla base segreta degli Olvidados, con il quale collaborano segretamente. Il loro capo, Adelita (a cui da piccola è stata uccisa la famiglia per mano del clan del padre di Galindo) è molto determinata e spiega che sono decisi a far crollare il cartello di Galindo e che la collaborazione interna da parte di alcuni Mayans è l'unico modo per riuscirci. Angel e i suoi fedelissimi spiegano a Ezequiel che fanno questo per staccarsi da Galindo e riottenere quella libertà da "bikers" che avevano prima e che desiderano tanto. Ezequiel, dapprima scosso per la pericolosità della situazione, dopo aver compreso che sono Angel e gli altri 3 la "talpa" all'interno dei Mayans, decide di appoggiarli da ora in avanti.
Nel frattempo, Adelita e gli Olvidados danno l'ordine di seguire di nascosto la scorta di Emily e suo figlio.